# Мадіна (Вірменія)
Мадіна (вірм. Մադինա) — село в марзі Гегаркунік, на сході Вірменії. Село розташоване за 12 км на південний захід від міста Мартуні та за 6 км на південь від села Верін Геташен.
За 4 км на захід від села розташована гора Армаган (2829 м), що являє собою згаслий вулкан з озером в кратері. Гора височіє на 450 м по відношенню до села.